# Гиомар I (виконт Леона)
Гиомар I (фр. Guyomar Ier, брет. Gwioñvarc'h Iañ; умер 1030/1031) — виконт Леона.

## Биография
В 1030/1031 году некий Ален принёс пожертвования в аббатство Сен-Круа-де-Кемпер во время войны виконта Гиомара I с виконтом Морваном. Результат войны и судьба Гиомара неизвестна. Вероятно, Морван скончался позже Гиомара I и некоторое время правил виконтством.